# Les Loges (Seine-Maritime)
Les Loges is een gemeente in het Franse departement Seine-Maritime (regio Normandië) en telt 1114 inwoners (2004). De plaats maakt deel uit van het arrondissement Le Havre.

## Geografie
De oppervlakte van Les Loges bedraagt 14,9 km², de bevolkingsdichtheid is 74,8 inwoners per km².
De onderstaande kaart toont de ligging van Les Loges (Seine-Maritime) met de belangrijkste infrastructuur en aangrenzende gemeenten.

## Demografie
Onderstaande figuur toont het verloop van het inwonertal (bron: INSEE-tellingen).